# 155
| [ Edytuj tabelę ] |                                   |
| Cesarz Chin       | - 146 Han Huandi 168              |
| Władca Korei      | - 146 Ch’adae 165                 |
| Papież            | - 140 Pius I 155 - 155 Anicet 166 |
| Król Partów       | - 147 Wologazes IV 191            |
| Cesarz Rzymu      | - 138 Antoninus Pius 161          |

Rok 155 / CLV
stulecia: I wiek ~
II wiek ~
III wiek

lata: 145 «
150 «
151 «
152 «
153 «
154 «
155
» 156
» 157
» 158
» 159
» 160
» 165

## Wydarzenia
- Anicet został papieżem, po śmierci Piusa I.
- Cesarstwo Rzymskie odparło najazd Partów na Armenię.
- Nieudane powstanie przeciwko Antoninusowi, stłumione w zarodku.

## Urodzili się
- Cao Cao, chiński dowódca i polityk (zm. 220).
- Sun Jian, chiński dowódca (zm. 191).

## Zmarli
- Pius I, papież.